# Mega BASIC
Mega Basic je rozšíření Sinclair BASICu, rozšiřující sadu příkazů o příkazy pro práci s okny, sprity, různými velikostmi fontů, procedurami. Klíčová slova je nutné vypisovat po písmenech, původní příkazy je možné vkládat zkráceně. Samotný Mega Basic zabere značnou část paměti, takže na programování zůstává v paměti 22 KiB místa. Mega Basic přináší uživatelem definované klávesy (1 až 0), které mohou být naprogramované pro vkládání až 255 znaků dlouhých řetězců. Dále je tu další nezávislý kurzor, který se může pohybovat nezávisle na input kurzoru. Text pak může být zkopírován z pozice druhého kurzoru na pozici input kurzoru pouhým stlačením klávesy. Mega Basic může pracovat s 2 znakovými sadami a třemi velikostmi znaků (64 sloupců v 24 řádcích, 32 sloupců v 24 řádcích a 32 sloupců v 12 řádcích). Uživatel si může nadefinovat až 6 oken mezi kterými může libovolně přepínat. Mega Basic obsahuje vlastní rutiny pro sprity. Dokáže pracovat až s 10 sprity. Protože definování spritů je kompilovaný proces je s Mega Basicem dodáván "sprite designer".
Kromě Sprite Designeru bylo s Mega Basicem dodávané ještě Mega Basic Demo, krátký program ukazující grafické a zvukové možnosti Mega Basicu.

## Editor Basicu
Mega Basic má svůj vlastní editor, ve kterém je nutné psát příkazy po jednotlivých písmenech. Ve spodním řádku editoru je zobrazován režim kurzoru. Původním příkazům Sinclair Basicu jsou přiřazeny nové funkce:
- EDIT: provede zkopírování programového řádku do editovaného řádku,
- TRUE VIDEO: vymazání editačního řádku,
- INVERSE VIDEO: vymazání textu z editačního řádku napravo od kurzoru,
- <>: vymazání textu v editačním řádku od kurzoru do konce řádku,
- <=: přesunutí kurzoru na začátek editačního řádku,
- =>: přesunutí kurzoru na konec editačního řádku,
- OR: posunutí vybrané řádku výše,
- AND: posunutí vybraného řádku níže,
- SCREEN$: zobrazení automatického listingu programu,
- STOP, NOT, STEP, TO: posunutí kopírovacího kurzoru doleva, nahoru, dolu, doprava,
- AT: zkopírování znaku pod kopírovacím do editačního řádku na pozici kurzoru,
- OVER: přesunutí kopírovacího kurzoru do dalšího okna,
- INVERSE: přesunutí kopírovacího kurzoru do levého horního rohu zvoleného okna.[1]

## Příkazy
- AUTO
- BACKUP
- CHANGE
- CLW
- CURREN
- DELETE
- DOWN
- EDIT
- EXAMIN
- FADE
- FONT
- FX
- INVERT
- KEY
- MODE
- MON
- PAN
- PLAY
- RESTAR
- SPEED
- SWAP
- TROFF
- TRON
- VDU
- WINDOW

## Zkratky příkazů
- A.TTR
- BE.EP
- B.IN
- BO.RDER
- BR.IGHT
- CH.R$
- CI.RCLE
- CLE.AR
- CL.OSE#
- C.ODE
- CON.TINUE
- DA.TA
- D.EFFN
- DR.AW
- ER.ASE
- E.XP
- FL.ASH
- F.ORMAT
- GOS.UB
- G.OTO
- I.NKEY$
- INP.UT
- INV.ERSE
- L.EN
- LI.NE
- LL.IST
- LP.RINT
- LO.AD
- ME.RGE
- M.OVE
- NE.XT
- N.OT
- OP.EN#
- OV.ER
- PA.PER
- PAU.SE
- PE.EK
- PL.OT
- P.OINT
- PR.INT
- RA.NDOMIZE
- RE.AD
- RES.TORE
- RET.URN
- R.ND
- SA.VE
- S.CREEN$
- ST.R$
- T.AB
- TH.EN
- U.SR
- V.AL$
- VE.RIFY